# Josep Negre i Oliveras
Josep Negre i Oliveras (Lludient, Alt Millars, 13 de maig del 1875 - Argelers de la Marenda, Rosselló, 24 de desembre del 1939) fou un dirigent anarcosindicalista valencià.
Instal·lat a Barcelona, treballava com a tipògraf i el 1907 participà en la fundació de Solidaridad Obrera (1907). El 1908 tingué una actitud destacada juntament amb Tomás Herreros Miguel en la vaga de vuit mesos contra el periòdic El Progreso, òrgan del Partit Republicà Radical d'Alejandro Lerroux. Fou membre del comitè de vaga format durant la Setmana Tràgica del 1909.
Va ser l'últim secretari general de Solidaritat Obrera i el primer de la CNT en ser elegit durant el congrés fundacional el 19 de novembre del 1910. El 1911 fou detingut i empresonat per participar en una vaga de solidaritat amb els minaires del País Basc.
Després de ser alliberat, el 1913 va assistir al Primer Congrés Internacional Sindicalista celebrat a Londres del 27 de setembre al 2 d'octubre, on va fer la seva intervenció en valencià. El 1914 formà part d'una comissió clandestina de la CRTC, que intentava reorganitzar la CNT.
Fou redactor i director de Solidaridad Obrera el 1916 i abandonà la militància activa el 1917 dolgut perquè Salvador Seguí i Rubinat, Salvador Quemades i Manuel Buenacasa Tomeo l'acusaren públicament de germanòfil i de relacionar-se amb l'ambaixada alemanya. Tot i així, quan començà la vaga de la Canadenca ja s'havia reintegrat a l'aparell de propaganda de la CNT i, per això, acabà empresonat aquell 1919 a la nau Pelayo al port de Barcelona.
Durant la Guerra Civil va col·laborar en campanyes de propaganda del Sindicat d'Indústries Siderometal·lúrgiques, i en acabar el conflicte s'exilià a França el 1939 i fou internat en el camp de concentració d'Argelers on morí. La seva família va restar a cura del seu amic, l'anarquista francès Maxime Mattéi.

## Obres
- ¿Qué es el sindicalismo? (1919)
- Recuerdos de un viejo militante (1936)
- ¿Qué es el colectivismo anarquista? (1937)